# Greppet
Greppet (engelska: The Knack... and How to Get It) är en brittisk komedifilm från 1965 i regi av Richard Lester.

## Utmärkelser
Filmen vann Guldpalmen för bästa film vid filmfestivalen i Cannes 1965.

## Rollista i urval
- Michael Crawford - Colin
- Rita Tushingham - Nancy Jones
- Ray Brooks - Tolen
- Donal Donnelly - Tom
- John Bluthal - arg far
- Wensley Pithey - lärare
- Edgar Wreford - man i fotoautomat
- George Chisholm - tågtjänsteman
- Peter Copley - bildägare
- Timothy Bateson - skrothandlare
- Dandy Nichols - Toms hyresvärdinna
- Wanda Ventham - gymvärdinna